# Manuel Arturo Claps
Manuel Arturo Claps (Buenos Aires, 7 de junio de 1920 - Montevideo, 23 de mayo de 1999) fue un escritor argentino que pasó parte de su vida en Uruguay donde integró la corriente literaria llamada generación del 45.

## Biografía
Fue hijo de Manuel Claps, quien era director de la Administración General de Ferrocarriles del Estado bajo el gobierno del Presidente Hipólito Yrigoyen cuando este fue derrocado a través del golpe militar de 1930. A raíz de esta situación su familia se trasladó a Montevideo donde Manuel Arturo culminó sus estudios primarios y secundarios. A finales de la década de 1940 cursó estudios superiores de Filosofía en la Universidad de Buenos Aires. En el marco de sus estudios en la Facultad de Filosofía y Letras de la UBA entró en contacto con grupos juveniles y maduros de pensamiento renovador y nuevas corrientes literarias argentinas.

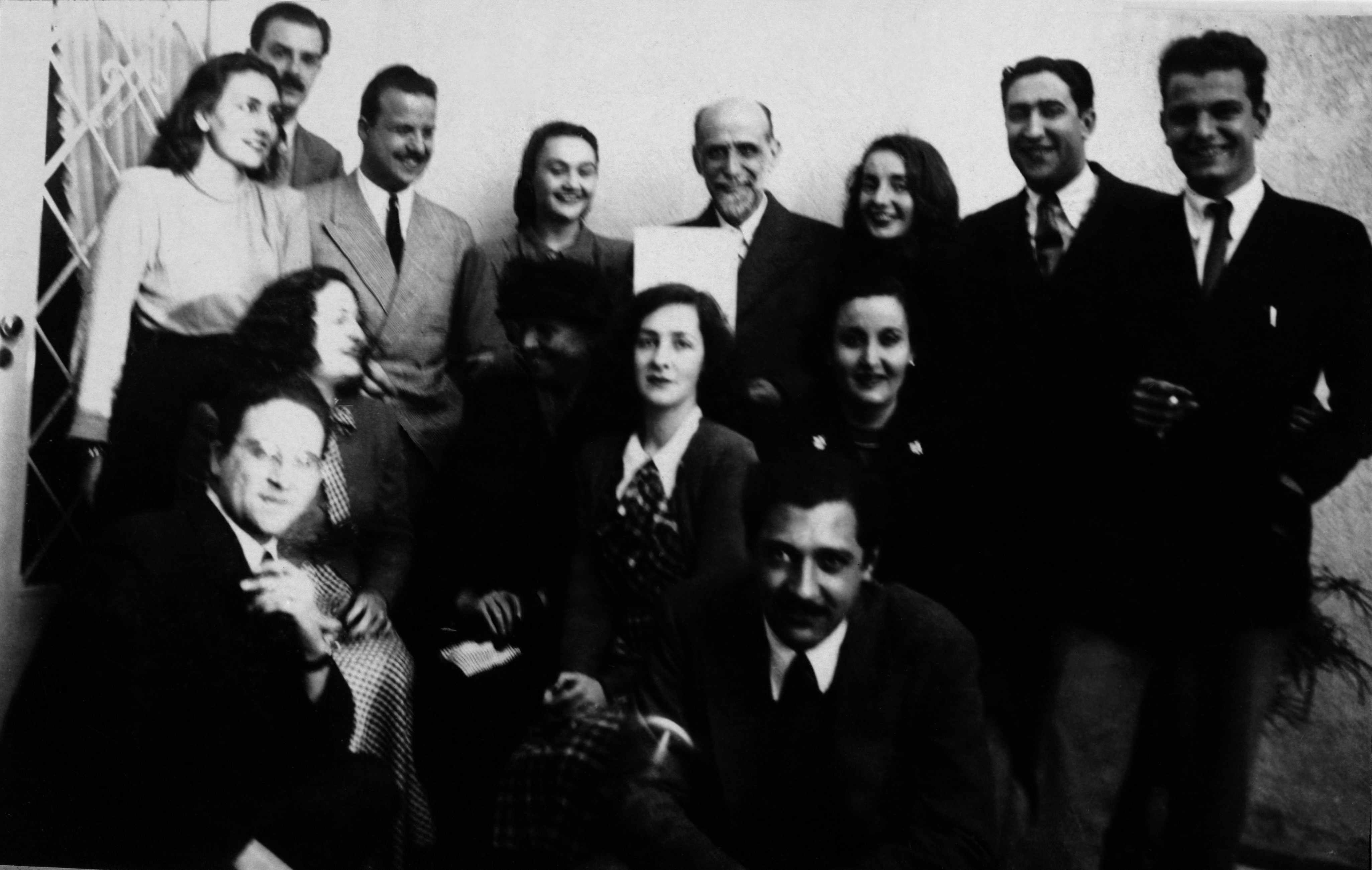
La Generación del 45 en ocasión de la visita de Juan Ramón Jiménez. De izquierda a derecha, parados: María Zulema Silva Vila, Manuel Arturo Claps, Carlos Maggi, María Inés Silva Vila, Juan Ramón Jiménez, Idea Vilariño, Emir Rodríguez Monegal, Ángel Rama. Sentados: José Pedro Díaz, Amanda Berenguer, Zenobia Camprubí, Ida Vitale, Elda Lago, Manuel Flores Mora.

Entre las personas con quien se relacionó se cuentan Carlos Mastronardi, Santiago Dabove, Macedonio Fernández, Jorge Calvetti e incluso con el escritor polaco exiliado en Argentina Witold Gombrowicz. Con este último colaboró espontáneamente en la traducción al español de su novela Ferdydurke. Fue por intermedio de Claps que estos intelectuales participaron luego como colaboradores en la publicación literaria Clinamen. Dicha revista fue fundada en 1947 por Claps, Ángel Rama, Víctor Bacchetta, Ida Vitale e Idea Vilariño y llegó a publicar cinco números entre 1947 y 1948. Debido a desavenencias internas, Claps, Vilariño y Emir Rodríguez Monegal fundan en 1949 la revista Número cuya primera época se extendió entre ese año y 1955 y la segunda entre 1962 y 1964. En esta revista continuaron plasmando una visión cosmopolita y rioplatense e incluso -principalmente en los últimos números- latinoamericanista.
Colaboró con el semanario Marcha en forma ocasional en distintos períodos hasta que el mismo fue clausurado en 1974 por la dictadura cívico-militar. Antes de tener que abandonar Montevideo por motivos políticos, escribió para El Popular, diario del Partido Comunista.

## Obraa
- Vaz Ferreira: notas para un estudio (Número. 1950)
- Masones y liberales. (Arca, 1969)
- Yrigoyen (Biblioteca de Marcha. 1971)
- José Batlle y Ordóñez (con la colaboración de Mario Daniel Lamas. Ediciones de la Casa del Estudiante. 1979)
- El batllismo como ideología (con la colaboración de Mario Daniel Lamas. 1999)